# 天主教馬圖林教區
天主教馬圖林教區（拉丁語：Dioecesis Maturinensis）是委內瑞拉一個羅馬天主教教區，屬玻利瓦爾城總教區。
教區成立於1958年5月24日，位於莫納加斯州。2004年有教友610,000人（佔轄區總人口87.1%）、廿二個堂區、廿二名司鐸。現任教區主教為亨利·佩雷茲·拉瓦多。